# Орден Трудового Красного Знамени
О́рден Трудового Красного Знамени (также первоначально записывали как орден «Трудовое Красное Знамя») — общегражданская награда СССР, вручавшаяся за трудовые заслуги. Учреждён Постановлением ЦИК и СНК СССР от 7 сентября 1928 года.

## История
До учреждения ордена «Трудовое Красное Знамя» СССР VIII Всероссийским съездом Советов 28 декабря 1920 года был учреждён орден «Трудовое Красное Знамя» РСФСР, а несколько позднее подобные ордена были учреждены и в других советских республиках.
Орденом Труда Хорезмской Народной Советской Республики, учреждённым по примеру ордена «Трудовое Красное Знамя» РСФСР, был награждён В. И. Ленин. Этот орден хранится в Музее В. И. Ленина в Москве.
Первым награждённым орденом «Трудовое Красное Знамя» РСФСР был крестьянин Быховского уезда Гомельской губернии Минчуков Никита, удостоенный этой награды Постановлением ВЦИК РСФСР от 28 июля 1921 года за самоотверженную защиту от ледохода Чигиринского моста.
Постановлением ЦИК и СНК СССР от 7 сентября 1928 года учреждён общесоюзный орден «Трудовое Красное Знамя». В дальнейшем в статут ордена вносились изменения Постановлением ЦИК и СНК СССР от 7 мая 1936 года и Указами Президиума Верховного Совета СССР от 19 июня 1943 года и 16 декабря 1947 года.
Несмотря на учреждение общесоюзного ордена в 1928 году, орденские знаки для него были изготовлены только в 1931 году, и награждённым орденом Трудового Красного Знамени СССР до 1931 года выдавались знаки трудовых орденов тех республик, в которых они жили и работали. В дальнейшем большинству таких награждённых республиканские знаки поменяли на общесоюзный.
Награждение орденом «Трудовое Красное Знамя» РСФСР и аналогичными орденами других советских республик было прекращено к 1934 году. За лицами, награждёнными этими орденами, сохранялись права и преимущества, предусмотренные статутами этих орденов.
Правила ношения ордена, цвет ленты и её размещение на наградной колодке были утверждены Указом Президиума Верховного Совета СССР «Об утверждении образцов и описание лент к орденам и медалям СССР и Правил ношения орденов, медалей, орденских лент и знаков отличия» от 19 июня 1943 года.

## Статут ордена
1. Орден Трудового Красного Знамени учреждён для награждения за большие трудовые заслуги перед Советским государством и обществом в области производства, науки, культуры, литературы, искусства, народного образования, здравоохранения, в государственной, общественной и других сферах трудовой деятельности.
2. Орденом Трудового Красного Знамени награждаются:

- граждане СССР;
- предприятия, объединения, учреждения, организации, союзные и автономные республики, края, области, автономные области автономные округа, районы, города и иные населённые пункты.

Орденом Трудового Красного Знамени могут быть награждены и лица, не являющиеся гражданами СССР, а также предприятия, учреждения, организации, населённые пункты иностранных государств.
1. Награждение орденом Трудового Красного Знамени производится за большие достижения в развитии промышленности, сельского хозяйства, строительства, транспорта и других отраслей народного хозяйства, в повышении эффективности общественного производства, за наивысшие показатели роста производительности труда, улучшения качества продукции, разработку и внедрение в производство более совершенных технологических процессов;

- за стабильные высокие результаты в выполнении и перевыполнении плановых заданий и принятых социалистических обязательств;
- за крупные успехи в повышении урожайности сельскохозяйственных культур и продуктивности общественного животноводства, увеличении производства и продажи государству продуктов сельского хозяйства;
- за большие заслуги в развитии науки и техники, внедрении их новейших достижений в народное хозяйство, за изобретения и рационализаторские предложения, имеющие большое технико-экономическое значение;
- за большие заслуги в укреплении обороноспособности страны;
- за особо плодотворную деятельность в области советской культуры, литературы и искусства;
- за большие заслуги в обучении и коммунистическом воспитании подрастающего поколения, подготовке высококвалифицированных кадров в области здравоохранения, развития торговли, общественного питания, жилищно-коммунального хозяйства, бытового обслуживания населения, за особые достижения и развитии физической культуры и спорта;
- за важные заслуги в области государственной и общественной деятельности, в укреплении социалистической законности и правопорядка;
- за большие заслуги в развитии экономического, научно-технического и культурного сотрудничества между Союзом ССР и другими государствами.

1. Орден Трудового Красного Знамени носится на левой стороне груди и при наличии других орденов СССР располагается после ордена Красного Знамени[3].
2. Награждение орденом Трудового Красного Знамени Союза ССР производится Постановлением Центрального Исполнительного Комитета Союза ССР или его Президиума (Ныне Президиум Верховного Совета СССР) по представлению центральных учреждений и ведомств Союза ССР, а также общесоюзных центров общественных организаций.

## Описание ордена
Внешний вид, размеры и материалы, используемые для изготовления ордена, многократно менялись, как в процессе создания, так и после его учреждения.
Варианты ордена Трудового Красного Знамени, вручённые награждённым, можно разделить на три типа.

### I тип
Орден образца 1928 года «Треугольник».
Орден Трудового Красного Знамени СССР образца 1928 года значительно отличался размерами и внешним видом от последующих вариантов. Основание знака представляло собой зубчатую шестерёнку, вдоль границ которой, по окружности, размещались колосья пшеницы. Нижнюю часть шестерёнки прикрывал прямоугольный треугольник из красной эмали, обращённый прямым углом вниз. В центральной части знака, частично прикрывая треугольник, располагался круг с изображением гидроэлектростанции на нём. В центре круга размещалось позолоченное изображение серпа и молота. В верхней части круга — небольшого размера полотнище эмалевого красного знамени с надписью «Пролетарии всех стран, соединяйтесь!». Буквы «СССР» располагались в нижней части ордена на стилизованном щитке. Собственно знак ордена состоит из двух частей. Первой, основной частью, является зубчатая шестерёнка с эмалевым треугольником, центральным кругом и щитком в нижней части. Второй частью является позолоченный серп и молот, крепящийся к основной части при помощи двух заклёпок. На реверсе знака, в его центральной части, имеется большое углубление правильной округлой формы, в центре которого расположен нарезной штифт. Сам штифт и подлежащая круглая площадка выполнены из серебра. Две заклёпки, удерживающие серп и молот, расположены рядом со штифтом (на 3 и 7 часов по циферблату). Клеймо «МОНДВОР» выпуклыми буквами расположено приблизительно на 5 мм ниже штифта (на 6 часов). Клеймо слегка изогнуто по дуге вниз (впадиной). Номер ордена, выполненный методом штамповки, расположен вне центрального углубления. Он штамповался на реверсе, в проекции нижней фигурной пластины, несущей буквы «СССР». Прижимная гайка имела диаметр 28 мм (ранние знаки) либо 32 мм (поздние знаки).
Орден изготавливали из серебра. Размеры знака: ширина — 38 мм, высота — 43 мм.

### II тип
Орден образца 1936 года.
Знак ордена состоит из пяти частей. Первой, основной частью ордена, является зубчатая шестерёнка с изображением гидроэлектростанции на ней и надписью «Пролетарии всех стран, соединяйтесь!». Второй частью является эмалевое красное знамя с надписью «СССР», объединённое с округлым позолоченным венком из дубовых листьев. Вторая часть крепится к основной части посредством трёх заклепок. Третья часть ордена представляет собой позолоченные колосья пшеницы, перевитые посередине лентой. Эти колосья наложены на основную часть знака, у нижней её границы, и крепятся при помощи двух заклепок. Четвёртая часть ордена — небольшая эмалевая красная звездочка, наложенная на позолоченные колосья пшеницы. Она крепится с помощью одной заклепки. Последняя, пятая часть ордена, представляет собой позолоченные серп и молот, крепящиеся в центре основной части двумя заклепками. Отдельным элементом ордена можно рассматривать округлую прижимную гайку диаметром 33 мм.
Реверс ордена гладкий, слегка вогнутый. В центре реверса припаян нарезной штифт с округлой площадкой (фланцем) в основании. На реверсе присутствуют восемь заклепок. Непосредственно возле штифта расположены две заклепки (удерживают серп и молот). Три заклепки, удерживающие эмалевое красное знамя и дубовый венок расположены на 1, 6 и 11 часов по циферблату. В самом низу реверса, в ряд, находятся ещё три заклепки. Центральная (на 6 часов) удерживает эмалевую красную звездочку. Две боковые (на 5 и 7 часов) удерживают позолоченные колосья пшеницы.

### III тип
Орден образца 1943 года, повторяет образец 1936 года, но приспособлен для ношения на колодке с лентой.
Знак ордена Трудового Красного Знамени имеет овальную форму. Края знака выполнены в форме зубчатого колеса, верхняя часть которого прикрыта полотнищем знамени из рубиново-красной эмали. В центре лицевой стороны ордена — позолочённое изображение серпа и молота на фоне гидроэлектростанции и железнодорожного моста. Снизу изображение обрамлено золотистым дубовым венком в виде полукруга. На обрамляющем орден зубчатом колесе — надпись: «Пролетарии всех стран, соединяйтесь!».
На полотнище знамени — надпись золотыми буквами «СССР». В нижней части ордена вдоль зубчатого колеса вправо и влево расходятся пшеничные колосья, перехваченные посредине широкой лентой, на которой изображена пятиконечная звёздочка, покрытая красной эмалью. Орден изготавливается из серебра. Размер ордена: высота — 44 мм, ширина — 37 мм. В верхней части орденского знака имеется ушко, которым он при помощи кольца соединён с пятиугольной колодочкой, обтянутой орденской лентой. На оборотной стороне колодочки — приспособление для прикрепления ордена к одежде.
Лента ордена Трудового Красного Знамени — шёлковая муаровая тёмно-голубого цвета с двумя продольными синими полосками по краям. Ширина синих полосок 3,5 мм. Общая ширина ленты 24 мм.

## Награждённые
Первыми награждёнными орденом Трудового Красного Знамени СССР стали механики Военно-воздушных сил Федотов В., Шелагин А. и Квятковский М. за активное участие в спасательной экспедиции по розыску дирижабля «Италия», потерпевшего аварию в районе Северного полюса.
Орден Трудового Красного Знамени СССР № 1 был вручён коллективу Путиловского завода в Ленинграде.
До начала Великой Отечественной войны в СССР было произведено более 8 тысяч награждений орденом Трудового Красного Знамени. В числе награждённых этим орденом — лучшие представители рабочего класса, крестьянства и трудовой интеллигенции, передовые коллективы предприятий, научно-исследовательских учреждений, учебных заведений, колхозов, совхозов.
Всего к началу 1977 года было произведено свыше 1 миллиона награждений орденом Трудового Красного Знамени.
Последним награжденным орденом Трудового Красного Знамени в истории СССР был заведующий кафедрой Российской Академии театрального искусства Министерства культуры РСФСР Иоаким Георгиевич Шароев. Он был награждён согласно Указу Президента СССР от 21 декабря 1991 года «за заслуги в развитии советского музыкального и эстрадного искусства».
Города, награждённые орденом Трудового Красного Знамени:
- 1970 — Николаев, Тирасполь, Днепродзержинск, Воркута, Гомель, Мирный,
- 1971 — Калининград, Калуга, Магнитогорск, Мурманск, Нижний Тагил, Новокузнецк, Новомосковск, Омск, Орск, Подольск, Калинин, Ярославль, Владимир, Жданов, Березники, Ангарск, Темиртау, Норильск, Краматорск, Южно-Сахалинск,
- 1972 — Петропавловск-Камчатский,
- 1974 — Киров, Витебск, Полтава,
- 1975 — Кривой Рог,
- 1977 — Череповец, Макеевка, Рыбинск, Кинешма,
- 1978 — Фрунзе, Петрозаводск, Херсон, Гродно, Ковров, Нарва, Верхняя Салда,
- 1979 — Павлоград, Чиатура,
- 1980 — Пятигорск, Сыктывкар, Дзержинск, Никополь, Соликамск,
- 1981 — Ногинск, Прокопьевск, Ашхабад, Ирбит, Кировск,
- 1982 — Курган, Миасс, Первоуральск, Якутск,
- 1983 — Великий Новгород, Ровно,
- 1984 — Караганда, Псков, Йошкар-Ола, Орджоникидзе, Душанбе, Улан-Удэ, Симферополь, Житомир,
- 1985 — Брянск, Пенза, Луцк, Стаханов,
- 1986 — Тамбов, Чебоксары, Черкассы,
- 1987 — Тольятти, Бобруйск, Ефремов.

Крупнейшие города СССР не награждались этим орденом, они отмечались более статусным орденом Ленина. Из 15 городов-миллионников России (по состоянию на 2021 год) орденом Трудового Красного Знамени награждён только Омск.

## Галерея
- Орден на марках СССР
- Марка СССР, 1946
- Марка СССР, 1952